# Jana watsoni
Jana watsoni är en fjärilsart som beskrevs av Berger 1980. Jana watsoni ingår i släktet Jana och familjen Eupterotidae. Inga underarter finns listade i Catalogue of Life.